# 女帝·龍凰院麟音的初戀
女帝‧龍凰院麟音的初戀（日语：女帝・龍凰院麟音の初恋）為日本輕小說作家風見周撰寫、水月悠繪製插圖的輕小說作品。2008年8月起於一迅社文庫（一迅社）刊載。繁體中文版由臺灣東立出版社代理。

## 簡介
月見里悠太與龍凰院麟音失去了暑假間的記憶。然而這段期間似乎兩人正相戀著。為此，對立的2人必須取回共同的記憶…

## 登場角色
月見里 悠太
本作主角。聖綾學園高校1年級生，自己甚至是其他人共認的巨乳愛好者。將喬治長岡尊為師父。特技是僅用目測便能得知胸圍的尺寸及罩杯的尺碼。因此，與貧乳的龍凰院麟音相戀的可能性趨近於零，但在發現麟音的優點後漸漸認為並不是全然地不可能。此外，在期末考得到了最後一名的糟糕成績、於開學班級的自介曾道：「我對普通的女生沒有興趣！如果在座的女生之中誰擁有巨乳、豐乳、爆乳，就馬上過來找我吧！」、與偷窺女子更衣室行徑等，使其在女孩子們的評價中十分惡劣。與第二青雲寮的創平同寢室，其妹的模樣與過世的母親十分相似。

### 龍凰院家
由於自江戶時代開始，與對手姬神家的競爭中常勝之故，龍鳳院家有著強大的權勢。家訓有云「不可流淚」、「不可道歉」、「不可認錯」。
龍凰院 麟音
擔任聖綾學園風紀委員長的高校1年級生。薙刀的使用能人。迷戀相戀的女孩子，蒐集戀愛有關的小說與漫畫，自己也撰寫此類的小說，但因父親之故全憑自己的想像創作，在學校中徹底禁止戀愛，但由事件中，而得以解除戀愛禁令。與姬神美麗有著競爭對手的關係，關係惡劣，經常圍繞著悠太爭吵。關於悠太，由最初的厭惡轉為漸漸受其吸引的樣子。另外，對於機械零件相關難以應付，當悠太攜其購買手機時，認為手機會爆炸。
蘇芳
龍凰院家的女僕長，麟音的理解者。姫神家女僕長淺黃的姊姊，關係一直像是很差、相互揭露瘡疤囂鬧直至重傷為止的一對姊妹。年齡及過去曾從事過的工作皆不詳，持有多數的改造模型槍。
龍凰院 虎凰
龍凰院第48代當家，麟音之父。據麟音的說法，擁有能令烏鴉改變為白色的偌大力量。過去在和美麗的父親，在戀愛的競爭中取得了勝利。意圖利用與麟音聯姻的方式取得天王寺家的力量。畏懼妻子，有被虐狂的傾向，由於妻子的一言而使和天王寺家的親事化為白紙，計畫以失敗告終。

### 姫神家
姬神家與龍鳳院家自江戶時代開始便世代交惡，且家勢經常落後於龍鳳院家。
姬神美麗
擔任聖綾學園生徒會長的高校2年級生。西洋細劍的使用者。自幼即從事模特兒的工作並受到歡迎。小時候受英才教育故成績為2年級首位。常挑戰麟音，亦常敗。

## 書籍一覽
| 集數 | 日本           | 日本                   | 臺灣 香港     | 臺灣 香港              |
| 集數 | 發售日期       | ISBN                   | 發售日期      | ISBN                   |
| ---- | -------------- | ---------------------- | ------------- | ---------------------- |
| 1    | 2008年8月20日  | ISBN 978-4-7580-4022-8 | 2011年8月4日  | ISBN 978-986-10-8314-8 |
| 2    | 2008年10月20日 | ISBN 978-4-7580-4036-5 | 2012年1月2日  | ISBN 978-986-10-9234-8 |
| 3    | 2009年5月20日  | ISBN 978-4-7580-4069-3 | 2012年5月10日 | ISBN 978-986-10-9948-4 |
| 4    | 2010年9月18日  | ISBN 978-4-7580-4135-5 | 2013年4月29日 | ISBN 978-986-33-2363-1 |

## 外部連結
- 一迅社文庫「女帝・龍凰院麟音の初戀」特設ページ（页面存档备份，存于） （日語）
- 形而上学奇蹟（風見周老師的個人網站。）（日語）
- 形而上学奇蹟 BLOG（風見周老師的部落格。）（日語）